# Frank Kehoe
Frank D. Kehoe va ser un saltador i waterpolista estatunidenc que va competir a primers del segle xx. El 1904 va prendre part en els Jocs Olímpics de Saint Louis, on va guanyar la medalla de plata en la prova de Waterpolo, formant part del Chicago Athletic Association; i la de bronze en la prova de salt de palanca del programa de salts, rere George Sheldon i Georg Hoffmann.